# Ivan Incir
Ivan Incir (24 agosto 1991) è un ex hockeista su ghiaccio svizzero.

## Carriera
Ivan Incir iniziò a militare nelle giovanili dell'HC Ambrì-Piotta, esordendo nella formazione degli Juniores Elite nella stagione 2007-2008 con 24 punti in 40 partite disputate. Nel corso della stagione 2009-2010 Incir fece il suo debutto in Lega Nazionale A, mentre con la selezione giovanile mise a segno 52 punti in 39 partite.
Nel corso delle sue prime stagioni con l'Ambrì-Piotta, Incir fu prestato all'HC Chiasso, formazione della Prima Lega con la quale giocò 14 partite totalizzando 22 punti, e all'EHC Basel, con 4 punti in 9 partite. Il suo contratto scadeva nel 2012 con un'opzione per un'ulteriore stagione. Dalla stagione 2012-2013 gioca per l'HC Ajoie in Lega Nazionale B. Al termine del campionato fu rinconfermato per un'altra stagione.